# Pterostichus foveolatus
Pterostichus foveolatus es una especie de escarabajo terrestre del género Pterostichus, categorizada en la tribu Pterostichini, de la subfamilia Harpalinae. Fue descrita por Duftschmid en 1812.

## Distribución
Se distribuye por Chequia, Eslovaquia, Polonia, Ucrania y Rumania.